# Interpersonalna teoria psychiatrii
Interpersonalna teoria psychiatrii – teoria zaburzeń psychicznych stworzona przez Harry'ego Sullivana, która akcentowała rolę relacji interpersonalnych w zaburzeniach i rozwoju osobowym.
Według Sullivana osobowość to "względnie trwały układ powtarzających się sytuacji interpersonalnych". Jest to zatem byt hipotetyczny, którego nie można i nie należy oddzielać od sytuacji międzyludzkich. Każdy człowiek od urodzenia pozostaje członkiem pola społecznego (social field).
Oryginalną myślą Sullivana było stwierdzenie, że osobowość zorganizowana jest ze zdarzeń interpersonalnych, a nie relacji intrapsychicznych, czyli że kształtuje się w wyniku kontaktów z innymi ludźmi, nie zaś w wyniku procesów zachodzących wewnątrz samej psychiki (takie intrapsychiczne rozumienie zaburzeń dominowało w psychiatrii owych czasów).
Osobowość przejawia się zatem gdy dana osoba postępuje w jakiś sposób w stosunku do innych, takie relacje można odkryć zawsze, nawet jeśli interlokutor jest tylko wyobrażony lub symboliczny (np. w snach).
Ciekawym pojęciem u Sullivana jest system jaźni, który broni jednostkę przed lękiem. Aby uniknąć rzeczywistego czy potencjalnego lęku, ludzie stosują różne rodzaje środków ochronnych i sposobów kontrolowania własnego zachowania. Sullivan jest przekonany, że system jaźni to wytwór irracjonalnych aspektów społeczeństwa, który rozwija jednostka w wyniku funkcjonowania w nim.
Sullivan, podobnie jak Freud, opracował rozwój osobowości. Opisywał sześć stadiów rozwoju: niemowlęctwo, dzieciństwo, wiek młodociany, okres poprzedzający dorastanie, okres wczesnego dorastania, okres późnego dorastania.